# Свобода (София)
Вижте пояснителната страница за други значения на Свобода.
„Свобода“ е български футболен клуб от град София, съществувал в периода 1920 – 1945.
Основан е през месец май 1920 г. в столичния квартал Три кладенци. Негови основатели са братята Ставри и Илия Стаменови, Димитър Ячев и Димитър Владимиров. Отборът е кръстен под влияние на едноименен филм, който те са гледали по това време. Канцеларията на Свобода се е намирала между ул. „Овче поле“ и „Цар Симеон“, но игрището им е било разположено зад днешната Трета градска болница между бул. „Тодор Александров“ и Вардар. То не е разполагало с трибуни, било е с капицитет до 4000 зрители. Основният екип на отбора е синьо и черно, а също небесносиньо и бяло. Нарицателното му име е било „небесносините“.
„Свобода“ е един от старите софийски клубове, запазил самостоятелност чак до 1945 година. Въпреки това претърпява няколко обединения, при които влива в себе си най-вече неорганизирани, квартални клубове от своя район. Единствено през 1937 г. променя името си на „Свобода-Хитов“, след поредно обединение със силния квартален отбор „Хитов“, но през 1939 отново връща старото си име. Най-доброто му постижение в първенствата е второ място във Втора софийска дивизия през 1930 и 1931 г. През март 1945 г., заедно с още 3 клуба се влива в Септември (София) и прекратява съществуването си.